# Platinum & Gold Collection (The Alan Parsons Project)
Platinum & Gold Collection è una raccolta del gruppo progressive rock britannico The Alan Parsons Project, pubblicata nel 2003 dalla Arista Records.

## Descrizione
La raccolta è una selezione di dodici tra i migliori brani del The Alan Parsons Project, che sono estratti dai seguenti album:
- 1 da Tales Of Mystery And Imagination Edgar Allan Poe del 1976
- 1 da I Robot del 1977
- 2 da The Turn of a Friendly Card del 1980
- 3 da Eye in the Sky del 1982
- 2 da Ammonia Avenue del 1984
- 2 da Vulture Culture del 1985
- 1 da Stereotomy del 1986

Nella raccolta vi è un solo brano strumentale.

## Tracce
Testi e musiche di Eric Woolfson e Alan Parsons; edizioni musicali Arista Records.
1. Sirius (Eye in the Sky - 1982) – 1:53 – Strumentale
2. Eye in the Sky (Eye in the Sky - 1982) – 4:33 – Voce: Eric Woolfson
3. I Wouldn't Want To Be Like You (I Robot - 1977) – 3:21 – Voce: Lenny Zakatek
4. Don't Answer Me (Ammonia Avenue - 1984) – 4:11 – Voce: Eric Woolfson
5. Games People Play (The Turn of a Friendly Card - 1980) – 4:18 – Voce: Lenny Zakatek
6. You're Gonna Get Your Fingers Burned (Eye in the Sky - 1982) – 4:21 – Voce: Lenny Zakatek
7. Days Are Numbers (The Traveller) (Vulture Culture - 1985) – 4:22 – Voce: Chris Rainbow
8. You Don't Believe (Ammonia Avenue - 1984) – 4:26 – Voce: Lenny Zakatek
9. Time (The Turn of a Friendly Card - 1980) – 5:00 – Voce: Eric Woolfson
10. Limelight (Stereotomy - 1986) – 4:38 – Voce: Gary Brooker
11. Sooner Or Later (Vulture Culture - 1985) – 4:21 – Voce: Eric Woolfson
12. (The system of) Doctor Tarr and Professor Fether (Tales of Mystery and Imagination - Edgar Allan Poe - 1976) – 4:25 – Voce: John Miles • Seconda voce: Jack Harris

Durata totale: 49:49